# Castainço
Castainço ist eine Gemeinde (Freguesia) im portugiesischen Kreis Penedono. In ihr leben 128 Einwohner (Stand 19. April 2021).